# Egesina generosa
Egesina generosa är en skalbaggsart som beskrevs av Holzschuh 2003. Egesina generosa ingår i släktet Egesina och familjen långhorningar.
Artens utbredningsområde är Nepal. Inga underarter finns listade i Catalogue of Life.